# 보보나루현

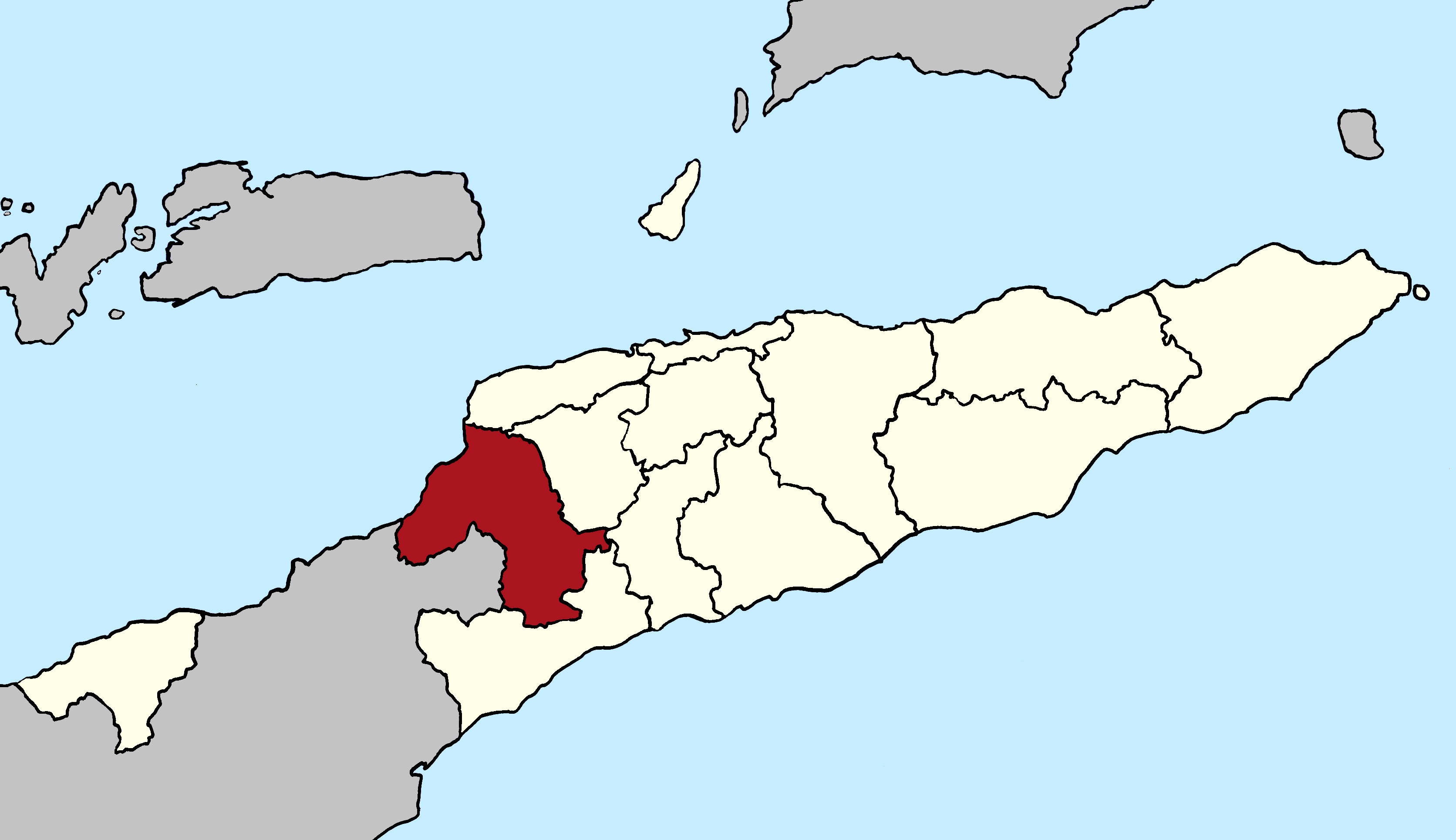
보보나루 현의 위치

보보나루현(포르투갈어: Bobonaro, 테툼어: Bobonaru 보보나루)은 동티모르를 구성하는 13개 현 가운데 하나로, 동티모르 서부 지역에 있는 현으로는 두 번째로 큰 현이다. 현도는 말리아나이며 인구는 83,034명(2004년 기준), 면적은 1,368km2이다. 6개 구(아타바에 구, 발리부 구, 보보나루 구, 카일라쿠 구, 롤로토이 구, 말리아나 구)로 구성되어 있으며 북쪽으로는 사부해, 북동쪽으로는 리키사현, 동쪽으로는 에르메라현, 남동쪽으로는 아이나루현, 남쪽으로는 코바리마현, 서쪽으로는 인도네시아 누사틍가라티무르주와 인접해 있다.
인도네시아의 동티모르 점령 시대에 있었던 동티모르 독립 운동과 관련이 있는 곳이며 동티모르의 공용어인 포르투갈어와 테툼어 외에도 말레이폴리네시아어파에 속하는 언어인 부나크어와 케마크어도 사용되는데 이들 언어 또한 동티모르 헌법에서 정한 공용어로 인정받고 있다.

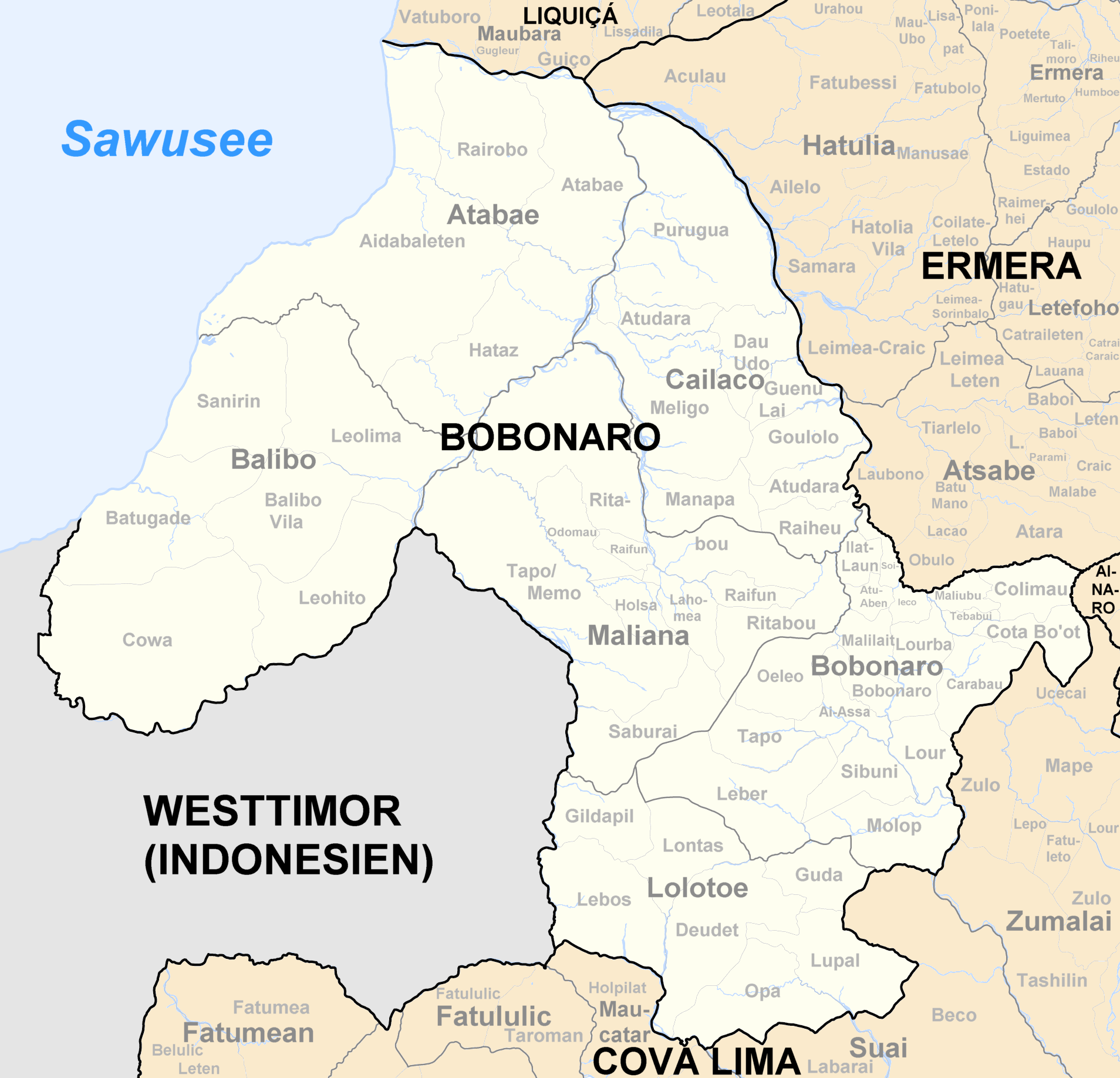
보보나루 현이 관할하는 구
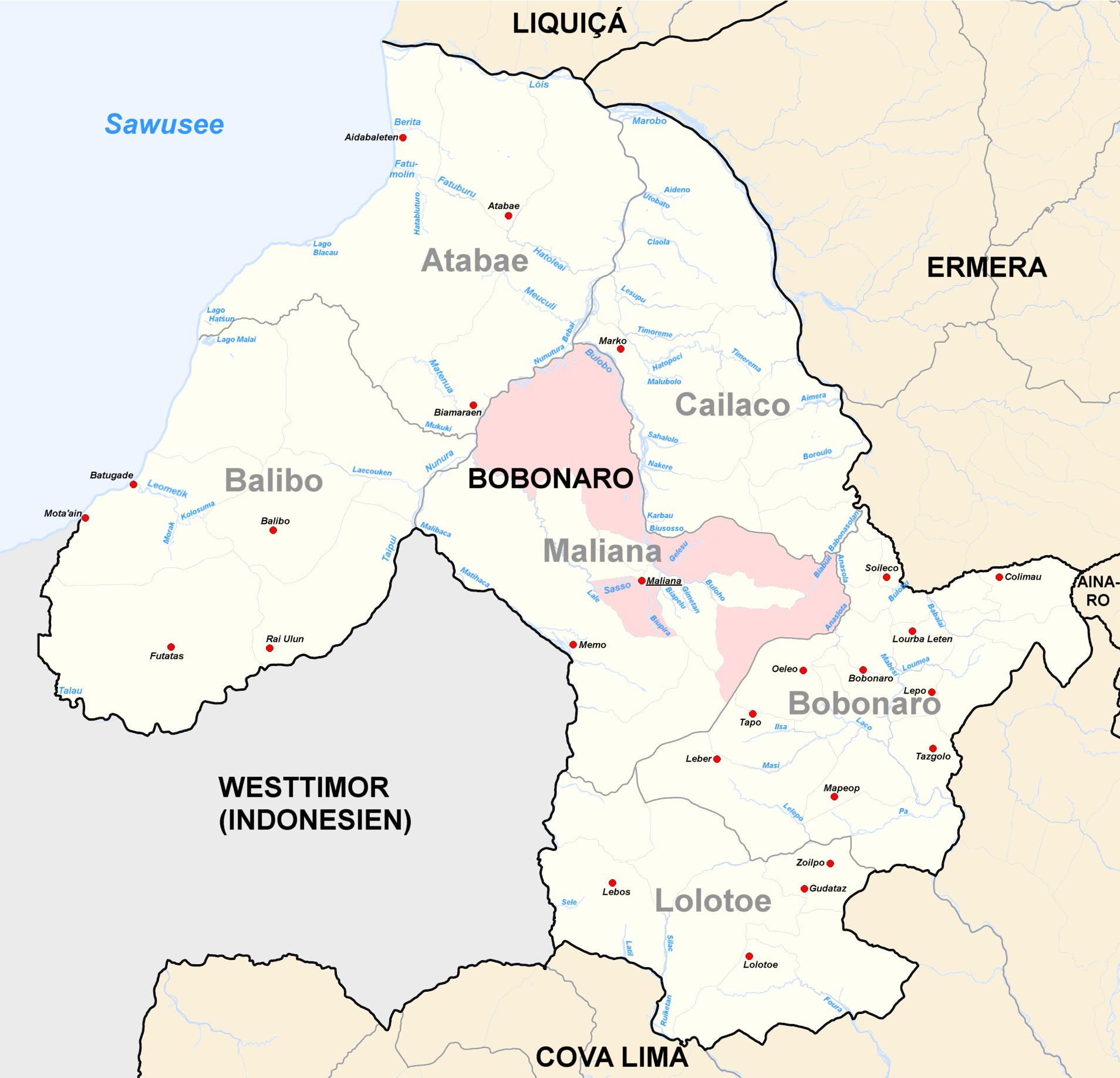
보보나루 현이 관할하는 시와 강